# Борк, Алексей Николаевич
Алексе́й Никола́евич Борк (?? — 7 мая 1917 ) — врач, статский советник, активный деятель монархического движения.

## Биография
Около 1896 г. женился на Е. А. Шабельской, известной писательнице.
В разное время являлся:
- Учредителем организации «Братство Свободы и Порядка».
- Членом Русского собрания[2].
- Председателем Санкт-Петербургского Путиловского отдела Союза русского народа.
- Почётным членом Всероссийского Дубровинского СРН (с 1911).

Борк длительное время вёл приём больных в амбулатории при редакции газеты «Русское Знамя», официального печатного органа СРН. Амбулатория была специально создана для бедных слоёв населения, членов Союза Русского Народа. Он также выполнял в редакции редакторские обязанности и писал статьи.
При расколе в Союзе Борк встал на сторону А. И. Дубровина, и после переворота в организации вышел из главного совета и из числа членов-учредителей. Он поддерживал Дубровина, публикуя статьи о ситуации в Союзе, и впоследствии вошёл во Всероссийский дубровинский союз русского народа.